# Nils Lagergren
Nils Lagergren, född 8 juli 1773 i Vinnerstads socken, död 22 juni 1835 i Vinnerstads socken, var en svensk präst.

## Biografi
Nils Lagergren föddes 1773 på Charlottenborg i Vinnerstads socken. Han var son till inspektoren Nils Lagergren och Anna Regina Gralou. Lagergren blev höstterminen 1795 student vid Uppsala universitet, Uppsala och blev 16 juni 1800 filosofie magister. Han blev 23 september 1801 kollega i Linköping med direkt tillträde. Lagergren blev 28 mars 1810 konrektor i Linköping, tillträde samma år och blev 17 juli 1811 rektor därstädes, tillträde direkt. Han prästvigdes 28 december 1814 och tog 25 januari 1815 pastoralexamen. Lagergren blev 16 augusti 1815 kyrkoherde i Vinnerstads församling, Vinnerstads pastorat, tillträde 1817 och blev 1 november 1817 prost. Lagergren avled 22 juni 1835 i Vinnerstads socken.
Lagergren ägde Kristbergs rusthåll tillsammans med sina två bröder.

### Familj
Lagergren gifte sig 26 juli 1807 med Maria Catharina Stockhuss (1787–1850), som var dotter till kopparslagaren Peter Stockhuus och Eva Maria Cederskog i Linköping. De fick tillsammans barnen Catharina Charlotta (1808–1882), Fredrica Amalia (1810–1885), Maria Lovisa, Carolina Gustava (1815–1856), Anna Sophia (1818–1841), Nils Gustaf (1820–1855) och Carl Adolf Ludvig (1830–1893).